# Fiss
Fiss é um município da Áustria, situado no distrito de Landeck, no estado do Tirol. Tem 37,68 km² de área e sua população em 2019 foi estimada em 1.041 habitantes.